# Баррио-Лопес-Бенитес
Баррио-Лопес-Бенитес (исп. Barrio López Benítez) — населённый пункт в восточной части Уругвая, в департаменте Серро-Ларго. Представляет собой западный пригород административного центра департамента, города Мело.

## География
Расположен на дороге № 26, примерно в 1,5 км к западу от пригорода Иподромо и в 3 км к западу от Мело. Небольшой ручей Арройо-Конвентос протекает к востоку от пригорода.

## Население
Население по данным на 2011 год составляет 522 человека.
| Год  | Население |
| ---- | --------- |
| 1996 | 195       |
| 2004 | 413       |
| 2011 | 522       |

Источник: Instituto Nacional de Estadística de Uruguay